# Týnec nad Labem
Týnec nad Labem é uma cidade checa localizada na região da Boêmia Central, distrito de Kolín.